# 김정훈 (1961년)
김정훈(金廷勳, 1961년 12월 2일 ~ )은 대한민국의 배우이다. 1965년 영화 이세상 끝까지로 데뷔하였다.

## 출연작

### 영화
- 《독짓는 늙은이》 (1963)
- 《눈 나리는 밤》 (1969)
- 《마지막 황태자 영친왕》 (1970)
- 《아 임아》 (1970)
- 《미워도 다시 한 번 대완결편》 (1971)
- 《사랑의 계절》 (1977)
- 《고교 우량아》 (1977)
- 《고교 꺼꾸리군 장다리군》 (1977)
- 《소문난 고교생》 (1977)
- 《고교 유단자》 (1977)
- 《악인이여 지옥행 급행열차를 타라》 (1977)
- 《우리들의 고교시대》 (1978)
- 《아니 벌써》 (1979)
- 《홀로 서는 그날에》 (1990)
- 《밥을 태우는 여자》 (1994)
- 《카루나》 (1996)
- 《지금도 마로니에는》 (2005)

### TV 드라마
- 《똑순이 만세》 (1982년 ~ 1983년)
- 《서궁》 (1995년)
- 《형사》 (2003년 ~ 2004년)
- 《배드 앤 크레이지》 (2021년 ~ 2022년) - 정일수 역

## 수상
- 1971년 제8회 청룡영화상 특별상(아역) 《마지막 황태자 영친왕》
- 1971년 제17회 아시아 영화제 특별상(최우수청소년배우) 《마지막 황태자 영친왕》[2]